# Vallsjö socken
Vallsjö socken ingick i Västra härad, ombildades 1947 till Sävsjö stad och området är sedan 1971 en del av Sävsjö kommun, från 2016 inom Sävsjö distrikt i Jönköpings län.
Socknens areal är 40,96 kvadratkilometer land 62,25. År 1930 fanns här 1 070 invånare. En del av tätorten Sävsjö och sockenkyrkorna Vallsjö gamla kyrka i Vallsjö och Vallsjö nya kyrka strax öster om Sävsjö ligger i socknen. 

## Administrativ historik
Vallsjö socken har medeltida ursprung.
Vid kommunreformen 1862 övergick socknens ansvar för de kyrkliga frågorna till Vallsjö församling och för de borgerliga frågorna till Vallsjö landskommun. Landskommunen slogs 1947 samman med Norra Ljunga landskommun och bildade Sävsjö stad som 1971 blev en del av Sävsjö kommun. Församlingen slogs samtidigt (1947) ihop med Norra Ljunga församling och bildade Sävsjö församling.
1 januari 2016 inrättades distriktet Sävsjö, med samma omfattning som Sävsjö församling hade 1999/2000 och fick 1947, och vari detta sockenområde ingår.
Socknen har tillhört samma fögderier och domsagor som Västra härad. De indelta soldaterna tillhörde Kalmar regemente och Smålands grenadjärkår, Livkompaniet.

## Geografi
Vallsjö socken ligger öster om Sävsjö och är en skogsbygd.

## Fornlämningar
Gravrösen från bronsåldern och järnåldersgravfält finns här, liksom en offerkälla, sankt Sigfrids källa, vid gamla kyrkan. Sjöstorp. Fem runristningar är kända varav tre vid kyrkan (en nu borta). Ruinen efter Eksjöhovgård finns i denna socken.

## Namnet
Namnet (1196 Walsyo), taget från den tidigare kyrkbyn, kommer från den intilliggande sjön och betyder sjön på slätten.

### Fotnoter
1. 1 2 3 4  Sjögren, Otto (1931). Sverige geografisk beskrivning del 2 Östergötlands, Jönköpings, Kronobergs, Kalmar och Gotlands län. Stockholm: Wahlström & Widstrand. Libris 9939
2. ↑  Harlén, Hans; Harlén Eivy (2003). Sverige från A till Ö: geografisk-historisk uppslagsbok. Stockholm: Kommentus. Libris 9337075. ISBN 91-7345-139-8
3. ↑  Administrativ historik för Vallsjö socken (Klicka på församlingsposten). Källa: Nationella arkivdatabasen, Riksarkivet.
4. ↑  Indelta soldater, torp och rotar i Jönköpings län Arkiverad 24 januari 2012 hämtat från the Wayback Machine. Jönköpingsbygdens Genealogiska Förening
5. ↑  Fornlämningar, Statens historiska museum: Vallsjö socken
6. ↑  Fornminnesregistret, Riksantikvarieämbetet: Vallsjö socken Fornminnen i socknen erhålls på kartan genom att skriva in sockennamn (utan "socken") i "Ange geografiskt område"
7. ↑  Svensk Uppslagsbok andra upplagan 1947–1955: Vallsjö socken